# Cristián Andrés Arriagada Bizaca
Cristián Andrés Arriagada Bizaca  (Punta Arenas, 15. ožujka 1981.) je čileanski televizijski, kazališni i filmski glumac. Po majci je rodom Hrvat (Bižaca Dollenz). Svoju prvu televizijsku ulogu ostvario je u telenoveli "Buen partido", a slavu je stekao kao protagonist telenovele za mlade, "16". 

## Filmografija
- Bang (2006.): Joaquín

### Mini-serije
- La vida es una lotería: "El osito enamorado" (TVN, 2003.) – Mauricio
- La vida es una lotería: "Un pedazo de mi suerte" (TVN, 2003.) - Camilo

### Televizijske sapunice
- Buen partido, (Canal 13, 2002.) - Martín Márquez
- 16, (TVN, 2003.) - Ignacio Vargas
- Ídolos (TVN, 2004.) - Gabriel Figueroa
- 17, (TVN, 2005.) - Ignacio Vargas
- Versus, (TVN, 2005.) - Octavio Cox
- Amor en tiempo récord, (TVN, 2006) - Íñigo
- Disparejas, (TVN, 2006.) - Ricardo
- Floribella, (TVN, 2006.) - Federico Fritzenwalden
- Amor por accidente, (TVN, 2007.) - Alex Amenábar
- Hijos del Monte, (TVN, 2008.) - Pedro Del Monte
- Los Angeles de Estela (TVN) (2009.) - Emilio Palacios
- La Familia de al Lado (TVN) (2010.) - Leonardo Acosta / Hugo Acosta
- Soltera otra vez (Canal 13) (2012.) - Rodrigo "Monito" González

## Kazališne uloge
- El método de Grönholm
- Movimiento rápido del ojo
- El diario de un asesor presidencial
- El alma buena de Se-Chuan
- La ópera de tres centavos
- Duros

## Vanjske povezncie
- Galerije na TVN-u
- Cristián Andrés Arriagada Bižaca u internetskoj bazi filmova IMDb-u (engl.)
- Palimpalem  Arhivirana inačica izvorne stranice od 4. ožujka 2016. (Wayback Machine) Cristián Andrés Arriagada Bizaca